# Morcego-de-nathusius
O morcego-de-nathusius (Pipistrellus nathusii) é um morcego da família Vespertilionidae. Pode ser encontrado na Europa,Transcaucasia e Ásia Menor.